# Dr. Do-Good
"Dr. Do-Good" is een psychedelisch liedje van The Electric Prunes. Het werd geschreven door Annette Tucker en Nancy Mantz, die indertijd de meeste Prunes-liedjes schreven. In 1967 gaf Reprise Records het als single uit, met op de B-kant het door James Lowe en Mark Tulin geschreven "Hideaway". Beide liedjes stonden ook op hun tweede album, getiteld Underground. De muzikale productie werd net als bij de vorige singles door Dave Hassinger verzorgd. "Dr. Do-Good" begint met distorted gitaargeluid van Ken Williams, waarvoor hij gebruikmaakte van een soort slide. Dit gedeelte van het liedje werd een aantal keer bewerkt, gemixt en volgens Lowe ook achterstevoren afgespeeld. Aan het eind van "Dr. Do-Good" is een 'krankzinnig' gelach (zo omschreven door Allmusic-journalist Richie Unterberger) van Hassinger te horen. In Frankrijk verscheen het liedje op de maxisingle Long Day's Flight. Geen van de uitgaven werd een succes en volgens Tucker was het liedje te haastig opgenomen.

## Uitgaven
Reprise RA 0594
1. "Dr Do-Good" (2:27)
2. "Hideaway" (2:38)

Franse uitgave (RVEP 60110)
- A1. "Long Day's Flight" (3:09)
- A2. "Dr. Do-Good" (2:27)
- B1. "The Great Banana Hoax" (3:05)
- B2. "Capt. Glory" (2:11)

## Musici
- James Lowe - zang
- Mark Tulin - basgitaar
- Ken Williams - leadgitaar
- James Spagnola - slaggitaar
- Preston Ritter - drums